# Церковь Рождества Богородицы (Дивеево)
Церковь Рождества Богородицы — подземный православный храм в Серафимо-Дивеевском монастыре, расположенный под церковью Рождества Христова. Создан в 1829—1830 годах, впервые освящён 8/21 сентября 1839 года (повторно 21 октября 1992 года). Закрыт в 1927 году.
Возвращён монастырю 22 июля 1991 года.

## История

### Замысел и строительство
Появление обоих храмов в обители связано
с развитием Дивеевской мельничной общины.
Прежде монахини, живущие «на мельнице»,
получали окормление в храме Казанской иконы Божией Матери.
Однако уже с 1827 года, с одобрения Серафима Саровского,
происходила заготовка материалов для строительства
нового храма. Причинами тому были увеличение числа
сестер в мельничной общине и теснота в Казанской церкви, которая
в Дивеево являлась приходской.
Земля под строительство была дарована обители
генеральшей Постниковой (ур. Баташева)
В 1829 году началось строительство, в котором непосредственное участие принимали и насельницы монастыря. Уже в следующем году работы были завершены,
и архимандрит Благовещенского монастыря Иоаким совершил освящение храма
8/21 сентября 1830.

#### Устройство
По типу устройства, церковь является подземной (была построена под «верхним» Рождественским храмом).
Опорой послужили четыре каменных столба, без которых невозможно было поддерживать своды потолка.
Позднее, в 2000 году, в храме, согласно предсказанию Серафима Саровского, были захоронены мощи дивеевских
монахинь Александры, Марфы и Елены.

#### Предыстория строительства (видение старцу Серафиму)
Прп. Серафим Саровский , как отмечают в своих
воспоминаниях очевидцы и его современники,
объяснял необходимость создания второго
храма тем, что Богоматерь, явившись ему, гневалась на него: «Сына-то моего
почтил, а меня забыл!». Вследствие этого, старец поручил М. В. Мантурову организовать
строительство новой церкви прямо под Рождественской.

### 1830—1927
Согласно заповеди прп. Серафима Саровского,
в церкви Рождества Богородицы перед храмовой
иконой должна была гореть «неугасимая лампада»
и читаться «неусыпаемая Псалтырь по усопшим, начиная с Царских родов, иерархов Православной церкви, благотворителей
обители и кончая всеми просящими о себе и присных своих.» Кроме того, по завещанию старца, сестрам мельничной общины следовало «служить неопустительно… во все воскресные дни и двунадесятые праздники».
В 1927 году, в день Рождества Пресвятой Богородицы, храм (как и весь
монастырь) был закрыт по распоряжению советских властей.

### Храм в новое время
22 июля 1991 был возвращен православной церкви. Повторное
освящение состоялось 21 октября 1992.
На южной стене расположены старинные иконы Спасителя, Богородицы и Иоанна Крестителя,
деисус, подаренный ещё старцем Серафимом.
В 2010 году храм был расписан художниками
московской мастерской «Царьград» под
руководством Д. Трофимова и
при участии сестёр обители. Стены
были покрыты сусальным золотом («Золото — символ Божества… Божественного
света» и Царствия Небесного). Росписи изображают
земную жизнь Богоматери и историю Дивеевского монастыря.
Несмотря на то, что оба храма (верхний и нижний) подчас называют приделами, они служили в качестве отдельных от Казанской церквями.